# Виссарион (Костич)
Епископ Виссарион (серб. Епископ Висарион, в миру Деян Костич, серб. Дејан Костић; 14 июля 1910, Тимишоара, Австро-Венгрия — 1 декабря 1979, Вршац, Сербия) — епископ Сербской православной церкви, епископ Банатский.

## Биография
Родился 14 июля 1910 года в Тимишоаре. Его отец, Слободан, служил в консистории. И отец и мать были выходцами из священнических семей.
Основную школу окончил в Тимишоаре, а гимназию — в Будапеште. В 1933 году окончил Богословский факультет Белградского университета, после чего был преподавателем новооснованного сербского отделения в государственном лицее при Учительской школе для сербов в Тимишоаре.
В 1935 году архимандритом Досифеем (Джоричем) пострижен в монашество с именем Виссарион в Монастыре Беочин, где настоятелем долгое время был его дядя.
В Неделю Православия 1937 года Патриархом Сербским Варнавой был рукоположён в сан диакона.
1937 году назначен преподавателем семинарии в Сремских Карловцах и служащим канцелярии Священного Архиерейского Синода.
В Неделю Православия 1941 году Патриархом Сербским Гавриилом был рукоположён в сан пресвитера. В 1945 году митрополитом Иосифом награждён званием синкелла..
Был командирован в Афины для защиты доктрской диссертации по патрологии на богословском факультете Афинского университета.
20 мая 1947 года на первом очередном послевоенном заседании Архиерейского синода он был избран викарным епископом Топличским. Назначен помощником Патриарха Гавриила по управлению вакантной Банатской епархией
29 июня 1947 года хиротонисан во епископа Топлицкого, патриаршего викария. Хиротонию совершили: Патриарх Сербски Гавриил, митрополит Скопский Иосиф (Цвийович) и митрополит Черногорско-Приморский Арсений (Брадваревич).
Решением архиерейского собора Сербской православной церкви, прошедшего с 31 мая по 12 июня 1951 года был избран епископом Банатским. 29 июля того же года в Вршаце состоялась его интронизация.
Провел новое деление Банатской епархии на наместничества (благочиния), добился возвращения епископской резиденции, отнятого у Церкви после Второй мировой войны, и восстановил её.
В 1952 году назначен временным управляющим Темишварской епархией, объединяющей сербские приходы в Румынии.
Представлял Сербскую церковь на различных межконфессиональных конференциях и торжествах.
В 1963 году входил в комиссию Священного Архиерейского Синода по расследованию деяний епископа Дионисия (Миливоевича), учинившего раскол в Сербской Православной Церкви в Америке.
Скончался 1 декабря 1979 во Вршаце. Похоронен в соборной церкви Вршаца.